# Panzerfaust (album)
Panzerfaust este cel de-al cincilea album de studio al formației Darkthrone. Este primul album lansat prin casa de discuri Moonfog Productions. Albumul este dedicat lui Satyr.
Versurile melodiei "Quintessence" au fost scrise de către Varg "Count Grishnackh" Vikernes.
Albumul a fost relansat în 2010, incluzând ca bonus un CD cu comentariile lui Fenriz.

## Lista pieselor
1. "En vind av sorg" (Un vânt de tristețe) - 06:21
2. "Triumphant Gleam" - 04:25
3. "The Hordes Of Nebulah" - 05:33
4. "Hans siste vinter" (Iarna trecută) - 04:50
5. "Beholding The Throne Of Might" - 06:07
6. "Quintessence" - 07:38
7. "Snø og granskog (utferd)" (Zăpadă și molid )(outro) - 04:09

## Personal
- Fenriz - baterie, chitară, chitară bas
- Nocturno Culto - vocal